# Wilhelm von Mirbach (General)
Otto Wilhelm August von Mirbach (* 20. Januar 1810 in Graudenz; † 23. April 1882 in Bonn) war preußischer Generalleutnant.

## Leben

### Herkunft
Seine Eltern waren Otto von Mirbach (1761–1851) und dessen Ehefrau Dorothea, geborene Reimann (1781–1856). Sein Vater war Oberst a. D. und zuletzt Kommandeur des 14. Infanterie-Regiments sowie Ritter des Ordens Pour le Mérite und des Eisernen Kreuzes I. Klasse.

### Werdegang
Mirbach trat nach dem Besuch des Berliner Kadettenhauses am 28. Juli 1827 als Portepeefähnrich in das 2. Infanterie-Regiment der Preußischen Armee ein. Er avancierte bis Mitte Februar 1829 zum Sekondeleutnant und war von April bis September 1837 an die Gewehrfabrik in Danzig kommandiert. Von März 1842 bis November 1843 folgte eine Kommandierung als Kompanieführer zum III. Bataillon im 2. Landwehr-Regiment nach Anklam sowie seine zwischenzeitliche Beförderung zum Premierleutnant. Von Juli 1845 bis Oktober 1845 war als Kompanieführer zum II. Bataillon im 2. Landwehr-Regiment nach Stralsund kommandiert. Während der Märzrevolution nahm Mirbach 1848 an der Niederschlagungen der Straßenkämpfen in Berlin sowie am Krieg gegen Dänemark teil. Am 27. Juni 1848 stieg er zum Hauptmann und Kompaniechef auf, wurde Ende Juni 1856 Major und als solcher am 23. Mai 1857 zum Bataillonskommandeur ernannt. Anschließend wurde er am 6. März 1858 als Kommandeur des II. Bataillons in das 24. Landwehr-Regiment versetzt, aus dem sich Anfang Mai 1860 das 24. kombinierten Infanterie-Regiment formierte und daraus am 1. Juli 1860 das 8. Brandenburgisches Infanterie-Regiment Nr. 64 hervorging. Dort wurde er am 18. Oktober 1861 zum Oberstleutnant befördert und am 16. September 1862 zunächst mit der Führung des Magdeburgischen Füsilier-Regiments Nr. 36 in Halle (Saale) beauftragt. Als Oberst erfolgte am 17. März 1863 seine Ernennung zum Regimentskommandeur.
Unter Stellung à la suite seines Regiments wurde Mirbach am 3. April 1866 zum Kommandanten von Torgau ernannt. Nach dem Deutschen Krieg wurde er am 15. September 1866 zu den Offizieren der Armee versetzt und als Kommandant nach Leipzig versetzt. Am 20. September 1866 zum Generalmajor befördert, kam er am 30. Oktober 1866 als Kommandeur in die 18. Infanterie-Brigade. Am 11. Februar 1868 wurde er mit dem Ehrenkreuz I. Klasse des Fürstlichen Hausordens von Hohenzollern und anlässlich des Ordensfestes im Januar 1870 mit dem Roten Adlerorden II. Klasse mit Eichenlaub ausgezeichnet. Noch am 9. Juni 1870 wurde er mit Pension zur Disposition gestellt.
Während des Krieges gegen Frankreich wurde Mirbach ab dem 24. Januar 1871 als Kommandeur der stellvertretenden 37. Infanterie-Brigade und ab 4. April 1871 in gleicher Eigenschaft bei der stellvertretenden 38. Infanterie-Brigade wiederverwendet. Er erhielt am 13. Mai 1871 den Charakter als Generalleutnant, bevor er am 11. Juni 1871 von seiner Stellung entbunden wurde. Er starb unverheiratet am 23. April 1882 in Bonn.
Im Jahr 1847 erhielt er als Premierleutnant folgende Beurteilung: Moralische Führung, Bildung, wissenschaftliche und Dienstkenntnisse gut. Bei durchaus tüchtiger und ehrenwerter Gesinnung schlägt er seine Meinung mitunter zu hoch an, ihm wäre zuweilen eine größere persönliche Spannung zu wünschen, ist dem Vorgesetzten mitunter unbequem, im ganzen ein hoffnungsvoller Offizier, zum Avencement in der Tour geeignet.